# Wilhelm Röhl

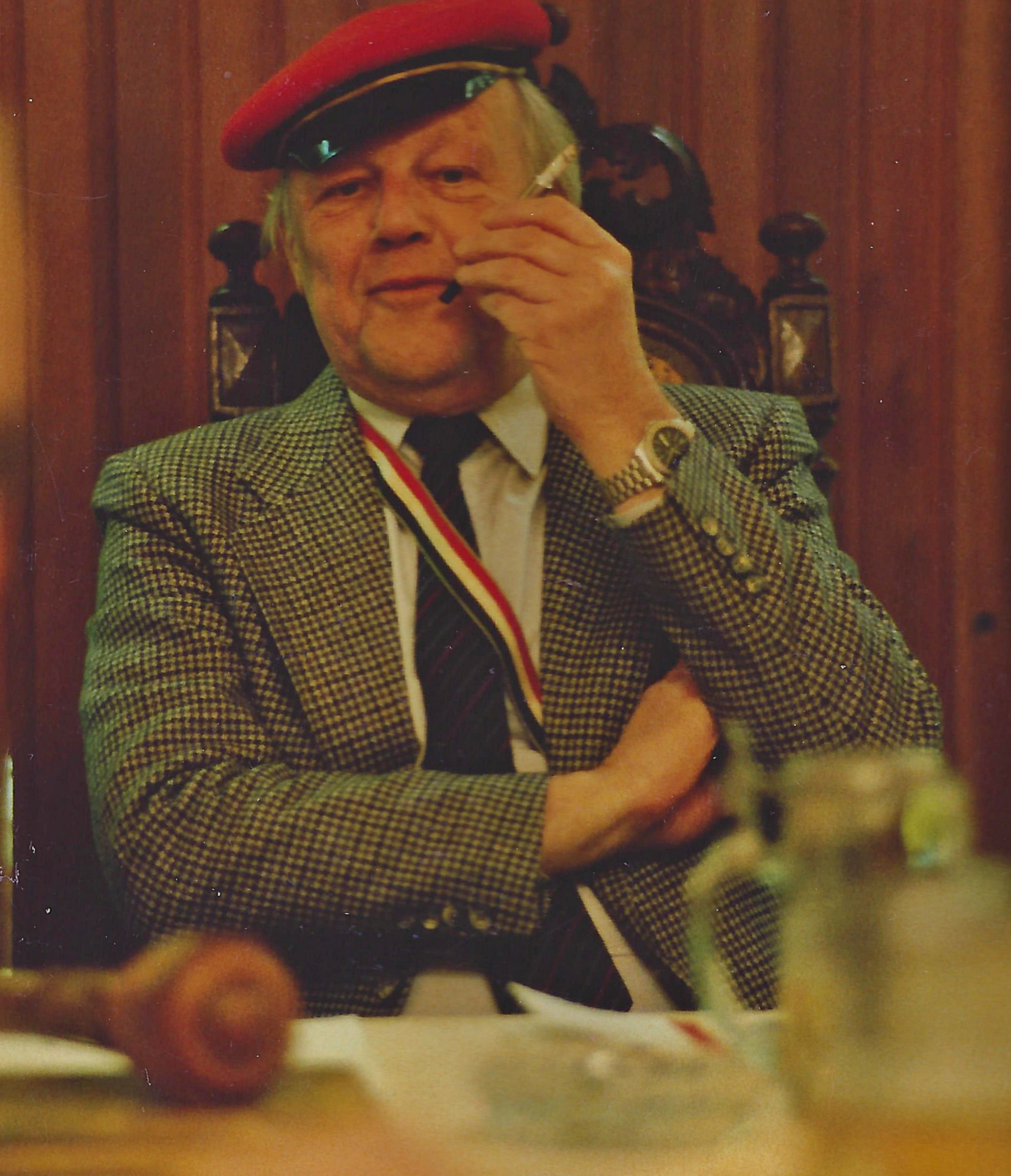
Wilhelm Röhl (2001)

Wilhelm Röhl (* 26. April 1922 in Hamburg; † 28. Dezember 2014 ebenda) war ein deutscher Richter und Ministerialbeamter. Er gehörte zu den führenden Kennern der japanischen Rechtsgeschichte.

## Leben
Röhl studierte an der Universität Hamburg, der Ludwig-Maximilians-Universität München und der Reichsuniversität Straßburg Rechtswissenschaft. Als Neffe Straßburger Schwaben gehörte er 1941 zu den Gründern der Kameradschaft „Rudolf von Bennigsen“, die nach dem Westfeldzug für das Corps Suevia nach Straßburg zurückgekehrt war. Das Schwabenband erhielt er 1949. Schon im Studium interessierte er sich für Japanologie. Die Universität Hamburg promovierte ihn 1950 zum Dr. iur. Nach der Assessorprüfung kam er 1952 als Richter an das Landgericht Hamburg. Daneben studierte er Geschichte des japanischen Rechts. 1955 folgte die Promotion zum Dr. phil. Ende der 1950er Jahre errichtete er in Tokyo das Deutsche Kultur-Institut, den Vorläufer des Goethe-Instituts. Von japanischen Kollegen wurde er mit dem Ehrentitel „Meister Röhl“ angeredet. Seit 1968 Vizepräsident des Landgerichts Hamburg, kandidierte er 1969 nolens volens für das neue Amt des Präsidenten der Universität Hamburg. Er unterlag Peter Fischer-Appelt. Den  Ruf der Ruhr-Universität Bochum lehnte er ab. 1972 wurde er  Senatsdirektor in der  Justizbehörde. Eva Leithäuser, Justizsenatorin in Hamburg von 1979 bis 1986, schätzte ihn sehr. 1987 ging er in den Ruhestand.
Rechtspolitisch aktiv war er als Vorsitzender des Deutschen Juristentages e.V., deren Ständiger Deputation er von 1964 bis 1978 angehörte und deren Vorsitzender er von 1970 bis 1976 war. Er war zudem Präsident dreier Juristentage (1972, 1974, 1976). 1988 beteiligte er sich an der Gründung der Deutsch-Japanischen Juristenvereinigung in  Hamburg. Sie hat seither etwa 700 Mitglieder in Deutschland und Japan, veranstaltet Vorträge und Symposien in beiden Ländern und gibt die zweimal jährlich erscheinende umfangreiche Zeitschrift für japanisches Recht heraus. Anfangs war Röhl Präsident der Vereinigung. Vom 17. Januar 1969 bis zum 25. April 2002 war er Dominus praeses des  Academischen Clubs zu Hamburg. Am 13. Januar 2015 wurde er auf dem Friedhof Ohlsdorf beigesetzt.

## Ehrungen
- Präsident des Deutschen Juristentags (1972, 1974, 1976)
- Ehrenmitglied des AC zu Hamburg
- Ehrenpräsident der Deutsch-Japanischen Juristenvereinigung

## Werke
- Fremde Einflüsse im modernen japanischen Recht, 1959.
- Jinkaishû. Ein Beitrag zum mittelalterlichen japanischen Recht, 1960.
- mit Tsuyoshi Kurokawa: Deutschlandskizze, 1964.
- Die japanische Verfassung, 1963.
- Zwanzig Jahre neues Gerichtswesen in Japan. Institut für Asienkunde, Hamburg 1969.
- Vergleichungen im öffentlichen Recht – Parlamentarismus, Staat und Religion, Gerichtsverfassung, in: Helmut Coing: Die Japanisierung des westlichen Rechts. Tübingen 1990, S. 103–118, ISBN 3-16-645540-X, GoogleBooks
- History of Law in Japan since 1868.  Brill, Leiden Boston 2005, ISBN 90-04-13164-7. Online-Version (Handbuch der Orientalistik) – GoogleBooks